# Zanzibári csata
A zanzibári csata egy rövid tengeri ütközet volt az első világháború elején, 1914. szeptember 20-án Zanzibár szigeténél az Indiai-óceánon Az összecsapásban egy német és egy brit könnyűcirkáló vett részt. Az összecsapás a Königsberg könnyűcirkáló célzott rajtaütésszerű támadásából alakult ki és a karbantartás alatt álló Pegasus brit könnyűcirkáló háromnegyed órás tűzharc során való elsüllyesztetésével ért véget.
A támadás a két nappal később az Emden által Madrász ellen végrehajtott akciójával együtt erősen rontotta a brit haditengerészet presztízsét és jelentősen késleltette az ausztrál-új-zélandi csapatszállítmányok útnak indítását az európai hadszíntérre.

## Előzmények

### AKönigsbergkorábbi tevékenysége
Az első világháború kitörésekor a Königsberg könnyűcirkáló egyedüli hadihajóként állomásozott a német kelet-afrikai állomáshelyen, melynek központja Daressalam volt. A brit Fokföldi Hajóraj közeledtének hírére a Max Looff fregattkapitány parancsnokolta cirkáló július 30-án elhagyta a gyarmatot és az őt követni próbáló cirkálókat lerázva az Ádeni-öböl felé vette az útját, ahol egy esetleges – de egyre valószínűbbnek tűnő – konfliktus esetén kereskedelmi háborút (cirkálóháborút) kellett folytatnia. A tevékenységét nem koronázta siker, mint ahogy később a Madagaszkár közelében való cirkálását sem, ezért visszatért a gyarmatra és a Rufidzsi folyó deltatorkolatában rejtőzött el, hogy a szénkészleteit feltöltse és a gépeit megjavíttassa.
A német cirkálóhoz szeptember 19-én a part menti megfigyelőállásoktól jelentések futottak be, miszerint a szeptember 17-én a torkolat előtti Mafia-csatornánál közvetlenül a partoknál horgonyt vető kétkéményes brit cirkáló – melyet a leírások alapján az Astraea-nak vagy a Pegasusnak véltek – reggel Zanzibár felé távozott. Mivel már tizennégy napja folyamatosan észlelték ezt a hajót a partok mentén, Loof úgy vélte, hogy a vasárnap (szeptember 20.) körüli napokat tervezi szénvételezéssel tölteni a szigetnél. A német parancsnok úgy döntött, hogy a part menti hajózást nyugtalanító hajóra már másnap lecsap. Miután korábban a britek visszautasították azt a német javaslatot, hogy az 1885-ös Kongó-aktákban foglaltak szerint a térség maradjon semleges és ne vegyen részt a háborúban, Looff a hadművelet végrehajtását legitimnek ítélte meg. A nemzetközi szerződéseket mellesleg a britek Afrikában sem tartották tiszteletben, azokat már a háború előtt is megszegték a Königsberg utáni kutatással a német felségvizeken.

### APegasuskorábbi tevékenysége
A Pegasus a Fokföldi Hajóraj két másik cirkálójával, a Hyacinth-tal és az Astraea-val érkezett még a Nagy-Britannia és Németország közötti hadiállapot beállta előtt Német Kelet-Afrika elé, hogy szemmel tartsák a Königsberget. A Hyacinth Dél-Afrikába való visszatérése után már csak az Astraea-val teljesítettek egymástól elkülönülve járőrszolgálatot a német felségvizek előtt, de eközben hajtóműveinél meghibásodás lépett fel. A javítást érdemesebb lett volna Mombasában elvégezni, de mivel Ingles parancsa úgy szólt, hogy Zanzibár védelme a feladata és mivel a város lakossága amúgy is hajlamos volt pánikba esni akárhányszor csak elhagyta az itteni kikötőt, úgy döntött, itt végezteti el a szükséges javításokat. Ez a megoldás azért is előnyösnek tűnt, mert ide érkezett a hajója számára felszerelést és embereket szállító ellátóhajó. Mivel az itt való tartózkodás veszélyes volt, a Pegasus tüzérei az ágyúik mellett aludtak az éjjel és a kazánjait felfűtve tartották olyan mértékben, hogy két órán belül elérhesse a teljes sebességét.

## A rajtaütés

### AKönigsbergérkezése

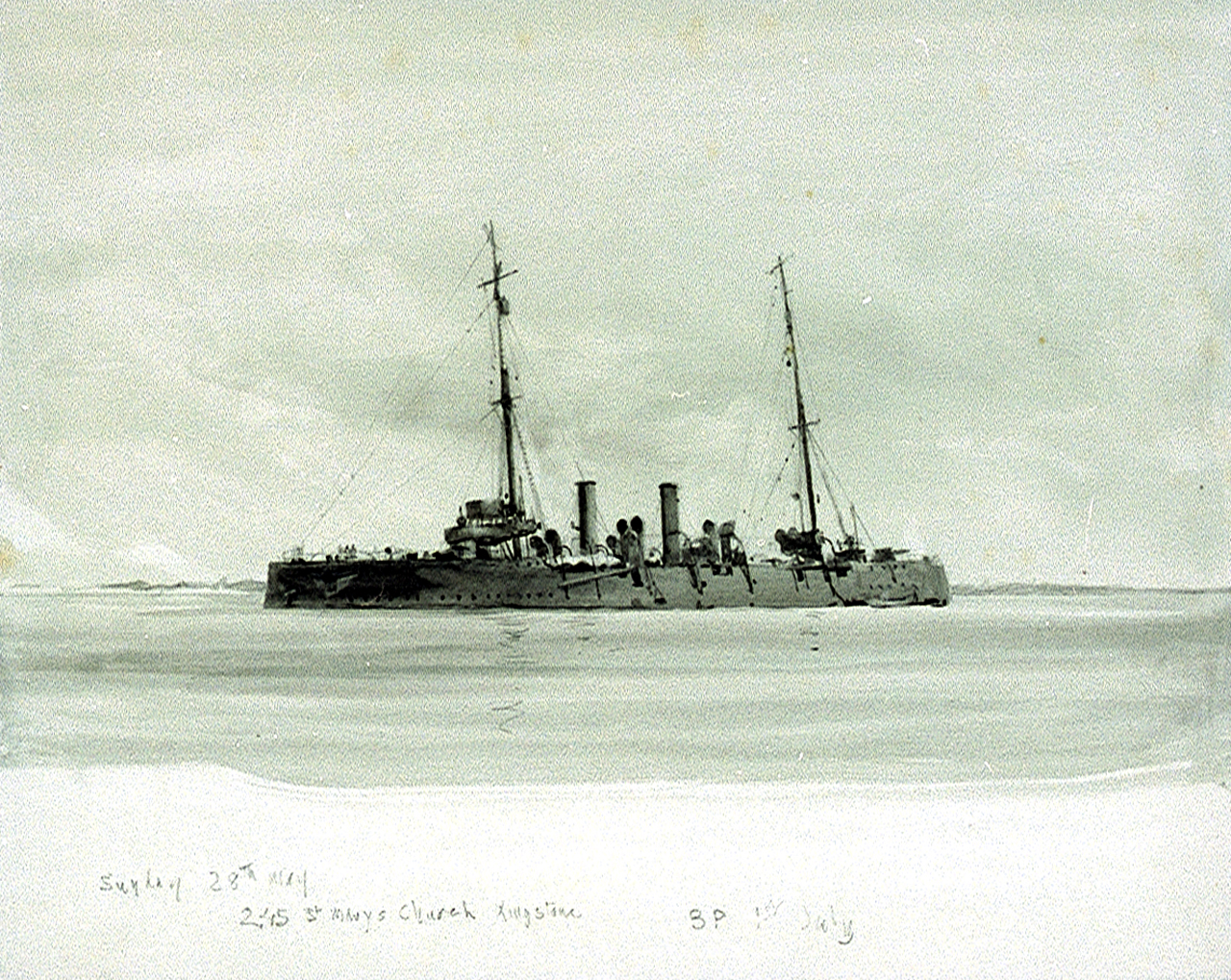
A Pegasus a támadás előtti napon Zanzibárnál

A magas vízállást kihasználva szeptember 19. estéjén a Königsberg kihajózott az óceánra és Zanzibár felé vette az irányt. A nagyrészt elsötétített kikötőhöz érve 600 m távolságban haladtak el az egy szintén mozgásban lévő – járőrhajónak vélt – kisebb hajó mellett, mely nem reagált a jelenlétükre. Looff nem adott ki tűzparancsot, nehogy ezzel elárulja közeledtét. A kikötő bejáratát jelölő bójánál egy kisméretű felfegyverzett gőzhajó teljesített őrszolgálatot, a korábban Tanga kikötőjéből elkobzott Helmuth. A számos zátony és erős sodrás ellenére a Königsberg még az éjjel eljutott a kikötő révjének déli bejáratáig. A kikötő elé érve fedélzetéről megpillantottak egy közvetlenül a szárazföld mellett álló kétkéményes brit cirkálót, amit az Astraea-nek vélték.
Mivel az ellenfélnek vélt cirkáló erősebb fegyverzettel bírt a Königsbergnél két 152 mm-es és nyolc 120 mm-es lövege révén továbbá két torpedóvető csővel is rendelkezett, Looff úgy döntött, hogy csak tüzérségét bevetve és nagy távolságból intéz ellene támadást, mert a kisebb űrméretű, de modernebb lövegei számára ez volt az előnyösebb. A brit cirkáló 200 méterre a parttól egymagában állt, oldalát mutatva a németek felé, így kiváló célpontot nyújtott számukra. A Königsberg ugyanakkor a még sötét nyugati horizont előtt volt és a mögötte lévő Chumbe sziget nehezebben kivehetővé tette.

### A szemben álló cirkálók összehasonlítása
A Pegasus egy Pelorus-osztályú védett cirkáló (későbbi besorolás szerint harmadosztályú cirkáló avagy könnyűcirkáló) volt, melynek gerincfektetésére 1896-ban került sor. Az osztály hajói lényegében elavultaknak számítottak mikor vízre bocsátották őket és már 1904-ben ki akarták vonni őket a szolgálatból, de ettől később elálltak. Próbaképpen különböző rendszerű hajtóművel lettek felszerelve, két egység lebontásához az elégtelen meghajtás miatt még a háború előtt hozzáláttak. A Pegasus 20 csomós sebességgel volt képes maximálisan haladni, fő fegyverzetét 8 darab 102 mm űrméretű, 40-es kaliberhosszúságú gyorstüzelő ágyú alkotta, melyek maximális lőtávolsága 8200 m volt. A torpedónaszádok elleni védelemhez rendelkezett még 8 darab 47 mm-es ágyúval is, de ezek 5900 méteres lőtávolságuk miatt az összecsapásban nem játszhattak szerepet. A hajónak csak a fedélzete volt gyengén páncélozva (38–51 mm vastagságban) valamint a parancsnoki tornya (76 mm). A Pegasus a Fokföldi Hajóraj állományába tartozott a háború kitörésekor.
A Königsberg könnyűcirkáló (akkori német terminológia szerint kiscirkáló) egy jóval fiatalabb konstrukció volt, gerincének lefektetésére csaknem kilenc évvel a Pegasus után, 1905-ben került sor. Méreteiben brit ellenfelénél jelentősen nagyobb és gyorsabb volt, utóbbi tulajdonsága azonban nem játszott szerepet a harc során. Fő fegyverzetét 10 darab 10,5 cm űrméretű, 40-es kaliberhosszúságú löveg adta, melyek lőtávolsága 20 fokos maximális emelkedés mellett 12 200 m volt. Ez az érték jelentősen nagyobb volt, mint a Pegasus hasonló űrméretű lövegeinek 8200 méteres lőtávolsága. A fegyverzetéhez tartozó 5,2 cm-es, 55 kaliberhosszúságú lövegek maximális lőtávolsága 7100 m volt. Ezzel ha nem is az elejétől fogva, de egy idő után elméletileg bekapcsolódhattak volna a Pegasus elleni harcba, használatukról azonban a források nem tesznek említést. A Königsberg erősebb védelemmel rendelkezett mint a Pegasus, de a harcban a páncélzatát nem tették próbára.

### Az összecsapás

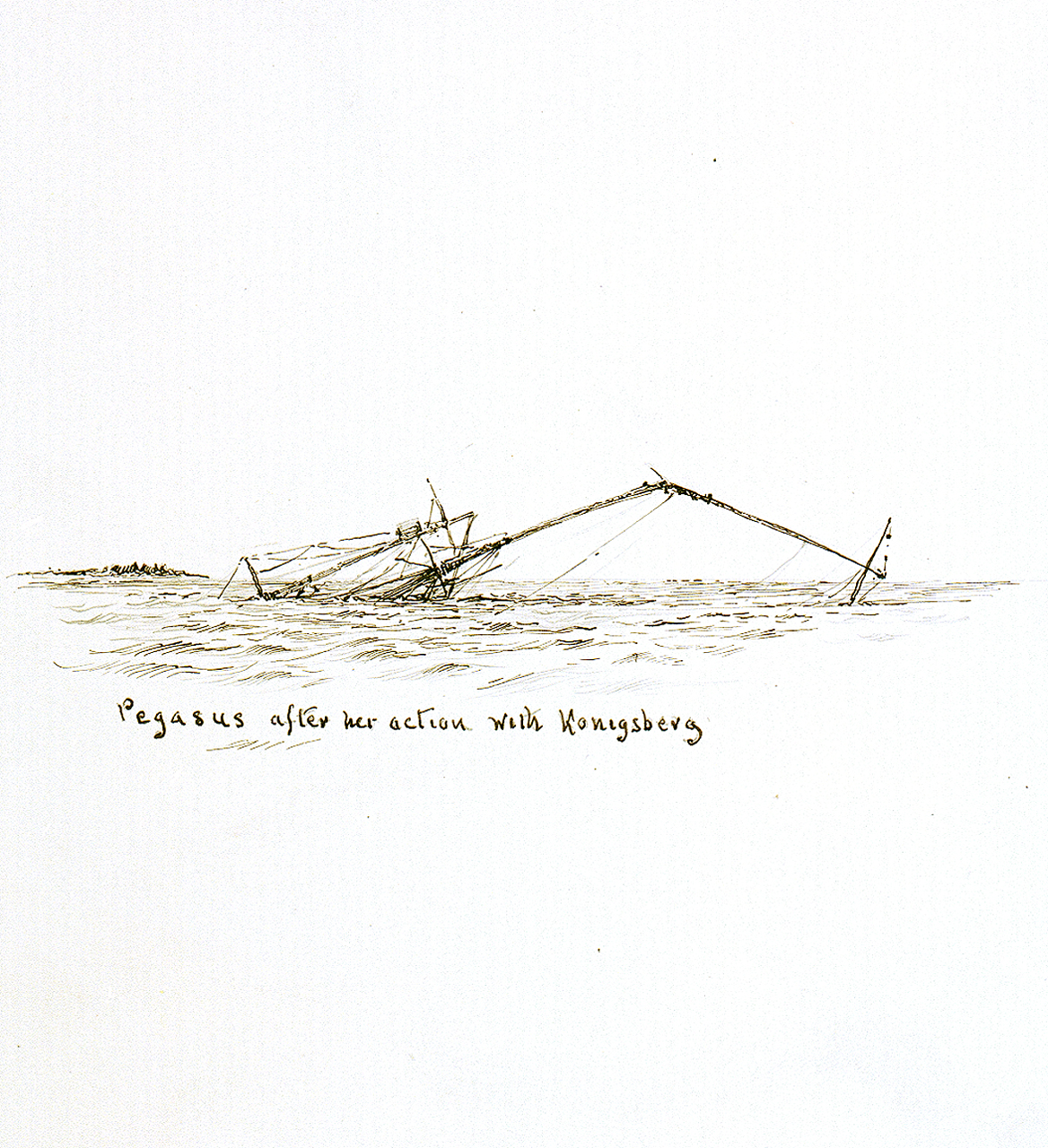
A Pegasus a Königsberggel folytatott harc után (William Lionel Wyllie alkotása)

Az északnyugati irányra álló Königsberg 05:10-kor felvonta a csúcszászlóit és ezzel egyidőben tüzet nyitott jobb oldali lövegeivel a 7000 m távolságra északi irányban lévő ellenségre. A kazánjait felfűtő Pegasus a hadilobogót felvonva hamar viszonozta a tüzet, de az első 20 percben nem volt képes haladásra és a sortüzei – a brit visszaemlékezések szerint – jócskán rövidre sikerültek. A német könnyűcirkáló lassan haladva folyamatosan tüzelt ellenfelére, közben a távolságot 6400 méterre csökkentette. Már a harmadik sortüzével belőtte magának a célpontot és egymás után érte el a jól kivehető találatokat, melyek közül az egyik nagy robbanást okozott a Pegasus elülső részében. A találatok hatására az elülső kémény elborult, a hajó több helyen is lángra kapott. Az egyik első brit sebesült a tüzértiszt, Richard Turner hadnagy volt, akinek mindkét lábát repeszek roncsolták össze. Nyolc perc alatt a Pegasus mind a négy bevethető 102 mm-es ágyúja harcképtelenné vált és a víz alatti találatok következtében egyre több víz került a hajótestbe. (A brit beszámoló szerint ezzel szemben a tüzet 20 percig viszonozták.) Mivel nem volt esély a német cirkáló legyőzésére, Ingles bevonatta a hadilobogót és parancsot adott a hajó elhagyására.
Ekkor állt be a tűzharc közben egy öt perces szünet, miután a Königsberg ütegparancsnoka, Apel tengerészfőhadnagy (Oberleutnant zur See) észlelte az ellenség által felvont fehér zászlót. Ennek jelenlétét azonban a hosszas megfigyelés során nem észlelték újra az erős füstképződés és a szélcsend miatt, ami miatt a zászló nem lobogott ki. Looff az észlelés megerősítésének hiányában a lövetés folytatására adott parancsot. A lövetés addig tartott, míg egy brit matróz a hátsó fedélzeten lengetni nem kezdett egy újabb fehér zászlót, amit már a német hajóról is egyértelműen észleltek és 05:55-kor felhagytak a tüzeléssel.
Az összecsapás a német jelentések szerint háromnegyed órán át, a brit jelentések szerint mindössze fél órán át tartott. A Pegasus a tűzharc során kezdett már a bal oldalára dőlni, de annak végeztével még a felszínen volt. A víz alatti találatok miatt azonban egyre több víz hatolt be a hajótestbe. A hajtóművei még sértetlenek voltak és ezért megpróbálták partra futtatni, de ez a próbálkozás nem járt sikerrel és a cirkáló 14:15 körül elsüllyedt A vízből csak az árbócai látszódtak ki. Az ütközet napján a fedélzetén lévők közül 34 fő vesztette életét és több tucatnyian megsebesültek, akik közül a következő napokban-hetekben négyen szintén elhunytak.

### AKönigsbergtovábbi harctevékenysége
A Königsberg nem vett részt a hajótöröttek kimentésében, egyrészt mert más feladatokat is el akart végezni még aznap, másrészt pedig a tűzharc végeztével számos csónak indult el a partoktól a brit cirkáló felé mentést végezni. Az összecsapásban a Königsberget nem érte találat, bár több gránát közvetlenül mellette csapódott be. Ez után a közeli Ras Mbweninél közelítette meg a partokat, hogy Zanzibár új rádióállomását kiiktassa. Közvetlen tüzeléssel nyolc lövést adott le a létesítményre, melynek a négy antennaoszlopából kettőt sikerült ledöntenie. A lövetés során az oszlopok közelében emelt egyik földsáncban 45 aszkári katona veszítette életét. A német megfigyelések szerint a rádióállomás tíz napra működésképtelenné vált. Ellenben a britek szerint ez a létesítmény a megtévesztést szolgálta és nem ez volt a valódi rádióállomás.
A Königsberg nem támadta a kikötői létesítményeket és a kikötőkben álló hajókat valamint a tenger alatti kábeleket sem, hanem ezután a déli bejárat mélyebb vizei felett cikkcakkban haladva előzőleg homokkal megtöltött petróleumoshordókat szórt a tengerbe, hogy a kikötő elaknásításának benyomását keltse. A műveletet a német várakozásoknak megfelelően sokan nézték végig az ágyúdörgés hallatára a partra siető emberek közül, így a tevékenység nagy nyilvánosságot kapott. Ez után hosszabb ideig a kereskedelmi hajók csak az északi megközelítési útvonalat választhatták, míg a hadihajók az amúgy nem használt nyugati megközelítési útvonalon kötöttek ki magukat bójákhoz.

## A rajtaütés után

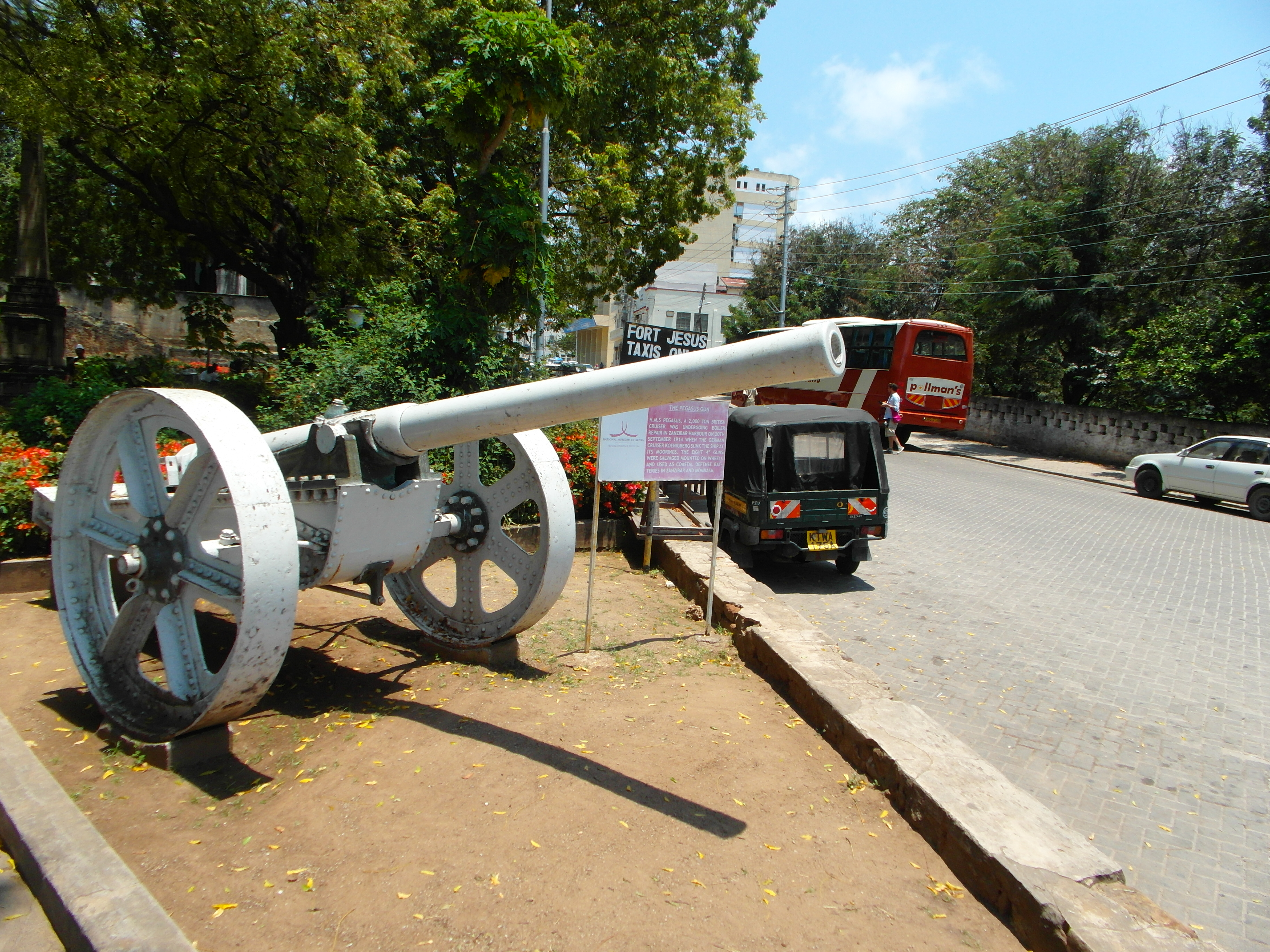
A Pegasus Mombasában kiállított egyik 102 mm-es ágyúja

A Pegasus túlélőit a Gascon kórházhajó és a skót Clan Macrae kereskedelmi gőzös mentették ki. Az elesettek közül 24 főt a Zanzibár melletti Grave szigeten lévő haditengerészeti temetőben helyeztek el tömegsírban, másik 14 holttestet a város temetőjében temettek el, majd őket 1971-ben áthelyezték Dar-es Salaam (korábbi Daressalam) katonai temetőjébe. A Pegasus hat ágyúját kiemelték és bevetették a kelet-afrikai hadjárat során.
A tűzharc után Zanzibár városán teljes pánik lett úrrá. Az információszerzésért ide kiküldött német felderítő elmondása szerint mindenütt fehér zászlókat lehetett látni és egy 25 000 literes olajtartály tartalmát a tengerbe engedték. A Chumbe-sziget világítótornyát maguk a britek tették használhatatlanná. Az ütközet után néhány nappal beérkező brit cirkáló legénysége eltávolíttatta mindenhonnan a fehér zászlókat. Egy köztiszteletben álló indiai férfit, bizonyos Allidina Dullát azzal vádoltak meg alaptalanul, hogy segítséget nyújtott a németeknek a támadás végrehajtásához és az ártatlan férfit Mombasa piacterén nyilvánosan felakasztották. A sikeres rajtaütés nagy feltűnést keltett Kelet-Afrikában a tengerparttól távolabb eső vidékeken is, mivel a brit haditengerészetet itt is győzhetetlennek hitték.
A Königsberg az akció után elhaladt Daressalam előtt, majd látótávolságon kívülre érve a Rufidzsi felé vette az irányt és délután a magas vízálláskor ismét felhajózott a folyón. Amennyiben nem ért volna vissza időben, úgy tizenkét napot kellett volna várnia a következő felhajózással. Az itt való kikötés azért is szükséges volt, mivel a már az Afrikába vezető útján és az első portyázása során meghibásodások jelentkeztek. Az egyik fő gőzvezeték szelepének törése, a víztisztító berendezésének meghibásodása, különböző vezetékek erodálódása miatt nagyon körültekintően kellett működtetni a gépeket és emiatt a hosszabb bevetésektől egyelőre le kellett mondania Looff fregattkapitánynak. A nagyobb öntvényeket a daressalami flottillaműhelyhez kellett elküldeni és újra ki kellett őket önteni, majd visszaszállítani a folyóhoz. A nehéz alkatrészek szállítását a szárazföldön végezték kizárólag emberi (bennszülött) erő alkalmazásával és rendkívüli erőfeszítéseket igényelt.
A németek csak két nappal az ütközet után tudták meg, hogy az általuk elsüllyesztett cirkáló a Pegasus volt, nem pedig az Astraea.

## Következmények
A zanzibári rajtaütés után mindössze két nappal lövette az Emden a madrászi olajtartályokat. A két esemény együtt nagy hatással volt a londoni admiralitás terveire az ausztrál és új-zélandi csapatok szállítmányozását illetően. Az új-zélandi kormány visszavonta a Wellingtonból induló csapatszállítmány elindítását jóváhagyó döntését, mivel az Indiai-óceánon való áthaladást túl kockázatosnak tartotta. Emiatt a Csendes-óceán nyugati felén lévő brit-ausztrál-japán tengeri haderőt át kellett szervezni oly módon, hogy a konvojoknak erősebb biztosítást adhassanak. Az indiai csapatszállítmányok ugyanakkor zavartalanul indulhattak útnak.
A zanzibári csata hírére a Vörös-tengerről ide vezényelték a modern Chatham könnyűcirkálót a Königsberg felkutatására és az indiai csapatszállítmányokat kísérő Dartmouth-nak hamarosan csatlakoznia kellett hozzá. A Földközi-tengerről a Weymouth könnyűcirkálót küldték át az Indiai-óceánra támogatásnak. Az indiai csapatszállítmányok biztosítására helyettük a régi Ocean és Goliath csatahajókat rendelték. A Fox könnyűcirkálót Mombasában tartották vissza, míg az ide érkező indiai csapatok be nem érkeztek. A német cirkáló eltűnése nagy aggodalmat váltott ki, mivel tartottak attól, hogy bármikor támadást intézhet valamelyik csapatszállítmány vagy a kereskedelmi hajóforgalom ellen. Szeptember 30-tól kezdve az iderendelt könnyűcirkálók folyamatosan kutattak a Königsberg után a kikötőkben és öblökben.

## Az esemény helye a propagandában

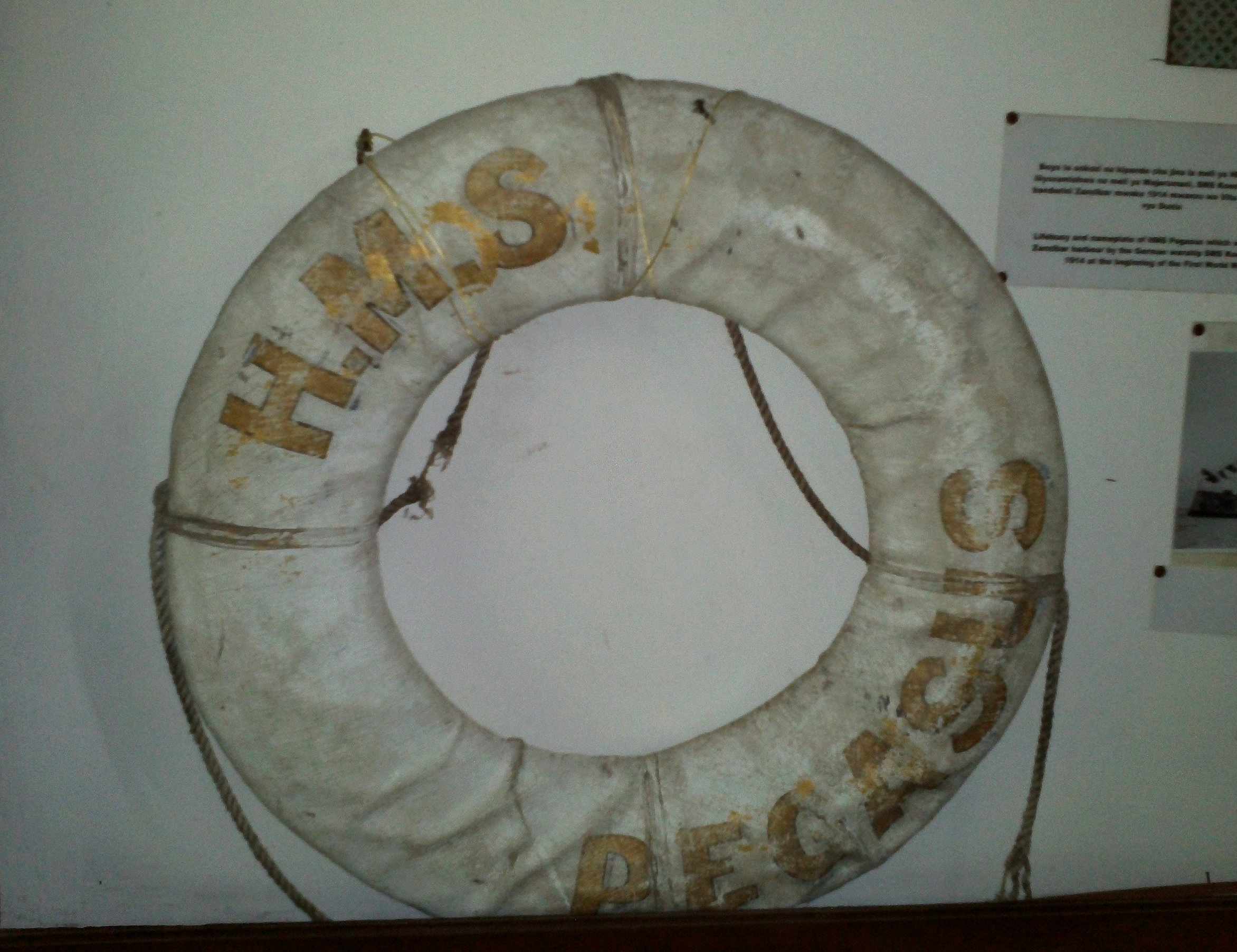
A Pegasus egyik mentőöve a Zanzibár Múzeumban

A magát a világ legjobbjának tartó brit haditengerészet presztízsének nem tett jót a vereség és – hűen az angolszász hagyományokhoz – igyekeztek pozitív példát mutató hősöket találni/kreálni. A tüzértiszt mellett ilyen figura lett a brit propaganda ábrázolásában a hajó tatján fehér zászlóval (white flag) felbukkanó matróz, akiről azt híresztelték, hogy a hadilobogót (white ensign) tartotta a kezében. Lásd itt A heroizáló propaganda szerint az illető azért lengette a hadilobogót, mert azt előtte kétszer már ellőtték az árbócról. A tettel pedig azt kívánta demonstrálni a németeknek, hogy az nem lett bevonva és ezáltal „a dicsőséges brit haditengerészet legbüszkébb tradícióit idézte fel”. Ennek fényében figyelemre méltó a londoni admiralitásnak a hajó túlélőivel szemben tanúsított magatartása. A Pegasus parancsnokát, John Ingles-t egészen 1917 novemberéig, több mint három éven át Zanzibáron illetve Daressalamban tartották szolgálatban és ez idő alatt nem kapott újabb hajóparancsnoki kinevezést. Cirkálója túlélőinek azon sürgető kérését, hogy felkereshessék otthonukat, nem teljesítette az admiralitás.
Német olvasatban ezen eljárással azt a tényt igyekezett eltitkolni, hogy egy hasonlóan erős fegyverzetű német cirkálóval vívott harc során a brit cirkáló maradt alul.

## Fordítás
- Ez a szócikk részben vagy egészben  a   Battle of Zanzibar című angol Wikipédia-szócikk ezen változatának fordításán alapul.  Az eredeti cikk szerkesztőit annak laptörténete sorolja fel. Ez a jelzés csupán a megfogalmazás eredetét és a szerzői jogokat jelzi, nem szolgál a cikkben szereplő információk forrásmegjelöléseként.

## További olvasmányok
- Corbett, Julian. Naval Operations. London: Longmans, Green and Co. (1920)
- Patience, Kevin. Konigsberg: A German East African Raider (2001)
- Patience, Kevin. Shipwrecks and Salvage on the East African Coast (2001)

## Linkek
- HMS MERSEY and Severn V SMS KÖNIGSBERG – JULY 1915 / SMS KÖNIGSBERG’S CAREER in OUTLINE. www.naval-history.net. (Hozzáférés: 2019. szeptember 20.) (a Königsberg háborús története a zanzibári csata rövid leírásával)